# مقاطعة كروفورد (ولاية ويسكونسن)
مقاطعة كروفورد هي مقاطعة في ويسكونسن، بلغ عدد سكانها 16٬644  نسمة، في 2010، عاصمتها برايري دو شين، تبلغ مساحتها 1٬552 كيلومتر مربع.

## الموقع
تشترك في الحدود مع:
- مقاطعة فيرنون
- مقاطعة كلايتون
- مقاطعة غرانت
- مقاطعة ريشلاند (ولاية ويسكونسن)
- مقاطعة ألاماكي.